# Bené-Berac
Bené-Berac (en hebreu: בני ברק) és una ciutat a l'est de Tel-Aviv que forma part de Gush Dan i del districte de Tel-Aviv, considerada una de les ciutats més pobres i la ciutat més densament habitada d'Israel.

## Població
Té uns 140.000 habitants, la majoria dels quals són jueus ultraortodoxos. Es calcula que dos terços del nombre total d'habitants ho són. Durant el sàbat, als barris ultraortodoxos es tanquen els carrers a la circulació de vehicles i totes les botigues, sota supervisió religiosa, tanquen. Els ciutadans menys religiosos viuen a la zona nord de Bené-Berac. Té la major densitat de població de tot Israel, amb 19.948 persones per km².

## Història

### Història bíblica
Bené-Berac és mencionada a la Bíblia com a part del territori de la tribu de Dan (Josuè 19,45). També apareix al Talmud (Sanedrí 32b), com a seu de la cort del rabí Akiva, i en el Hagadà de la Pasqua jueva, com a seu del séder del rabí Akiva.
La ciutat té també una dimensió agrària, com apareix al Ketuvot 111b del rabí Rami bar Yechezkel, qui declarà que entenia el significat de la descripció que la Torà fa del país d'Israel com un país on brolla la llet i la mel després de presenciar una escena en una visita a Bené-Berac. Ell observà diverses cabres pasturant sota unes figueres. La mel que sorgia de les figues madures es barrejava amb la llet que brollava de les cabres i formaven un rierol de llet i mel.

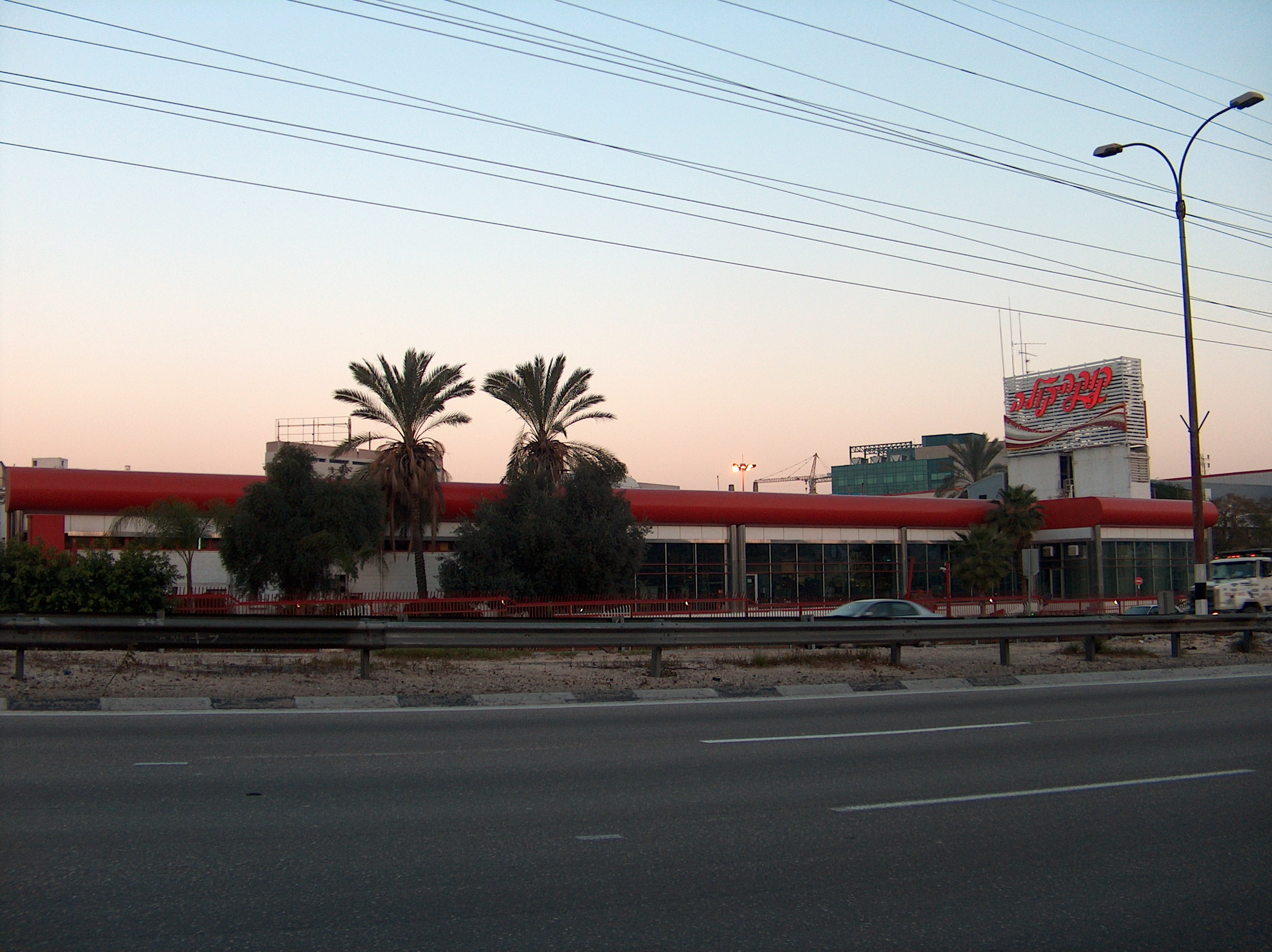
Imatge d'un carrer de Bené-Berac

### Història moderna
La ciutat fou fundada el 1924 pel rabí Yitzchak Gerstenkorn i un grup de jueus hassidim polonesos. Va obtenir reconeixement oficial el 1950.
Un dels rabins més famosos del segle xx, Abraham Yeshayahu Karelitz (conegut com a Chazon Ish), va establir-se aquí. L'efecte crida de la seva presència va fer que la ciutat cresqués considerablement. Altres rabins famosos que han viscut a Bené-Berac són Eliyahu Eliezer Dressler, Yaakov Yisrael Kanievsky, Yosef Shlomo Kahaneman i Elazar Menachem Mann Schach. Actualment hi viuen els rabins Chaim Kanievsky, Michel Yehuda Lefkovits i Aharon Leib Shteinman.